# Калистрат
Вижте пояснителната страница за други личности с името Калистрат.
За грузинския патриарх вижте Калистрат (патриарх).
Калистрат (гр. Καλλιστράτος) е атински политик от първата половина на 4 в. пр.н.е. Той организирал втория Атински морски съюз (377 г. пр.н.е.). Основател е на град Кринидес с група колонисти от о-в Тасос. Препоръчвал разбирателство със Спарта и с Персия. През 362–361 г. пр.н.е. бил осъден на смърт и избягал в Македония при цар Пердикас III, на когото помогнал да реорганизира финансирането на държавата. Върнал се в Атина към 355 г. пр.н.е., но въпреки това бил екзекутиран още същата година въз основа на предишната му присъда.